# Ça plane, les filles !
Pour plus de détails, voir Fiche technique et Distribution.
Ça plane, les filles ! (Foxes) est un film américain réalisé par Adrian Lyne, sorti en 1980.

## Synopsis
Quatre adolescentes désœuvrées de San Fernando Valley découvrent le monde du sexe, de la drogue et entrent en confrontation avec leurs parents.

## Fiche technique
- Titre français : Ça plane, les filles ![1]
- Titre original : Foxes
- Réalisation : Adrian Lyne
- Scénario : Gerald Ayres
- Musique : Giorgio Moroder
- Photographie : Léon Bijou & Michael Seresin
- Montage : James Coblentz
- Production : Gerald Ayres & David Puttnam
- Société de production : Casablanca Filmworks
- Société de distribution : United Artists
- Pays :  États-Unis
- Langue : Anglais
- Format : Couleur - Mono - 35 mm - 1.85:1
- Genre : Drame
- Durée : 101 min
- Dates de sortie : 
  - États-Unis : 29 février 1980
  - France : 7 juin 2005 (DVD)

## Distribution
- Jodie Foster : Jeanie
- Cherie Currie : Annie
- Marilyn Kagan : Madge
- Kandice Stroh : Deirdra
- Scott Baio : Brad
- Sally Kellerman : Mary
- Randy Quaid : Jay
- Lois Smith : Mme Axman
- Sloan Roberts : Loser
- Robert Romanus : Scott
- Adam Faith : Bryan
- Fredric Lehne : Bobby
- Roger Bowen : M. Simons
- Grant Wilson : Greg
- Laura Dern : Debbie
- Scott Garrett : Jason
- E. Lamont Johnson : L'inspecteur de police
- Wayne Storm : Frank

## Autour du film
- Premier film pour le réalisateur Adrian Lyne.
- Premier rôle en tant qu'actrice pour la chanteuse Cherie Currie. Cette dernière fut membre du groupe de rock The Runaways de 1976 à 1978.
- Rosanna Arquette, Diane Lane, Jennifer Jason Leigh et Kristy McNichol furent auditionnées pour le rôle d'Annie mais celui-ci revint finalement à Cherie Currie.
- Jodie Foster et Scott Baio se retrouvent quatre plus tard après avoir partagé l'affiche du film d'Alan Parker, Du rififi chez les mômes.
- Laura Dern se voit pour la première fois de sa carrière créditée lors d'un générique.

## Récompenses et distinctions

### Nominations
- Young Artist Awards
  - Meilleure actrice pour Jodie Foster
  - Meilleur album de musique pour United Artists